# Zethesides bettoni
Zethesides bettoni är en fjärilsart som beskrevs av Butler 1898. Zethesides bettoni ingår i släktet Zethesides och familjen nattflyn. Inga underarter finns listade i Catalogue of Life.